# 莱里斯
莱里斯（法語：Layrisse，法語發音：[lɛʁis]）是法国上比利牛斯省的一个市镇，位于该省中西部，属于塔布区。莱里斯也是塔布-卢尔德-比利牛斯城市公共社区的一部分。

## 地理
莱里斯（43°8'22"N, 0°2'20"E）面积3.33 平方千米，位于法国奧克西塔尼大區上比利牛斯省，该省份为法国西南部内陆省份，北至热尔省，西接大西洋比利牛斯省，南与西班牙接壤，东临上加龙省。
与莱里斯接壤的市镇（或旧市镇、城区）包括：贝纳克、卢克吕、奥兰克勒、维斯凯。

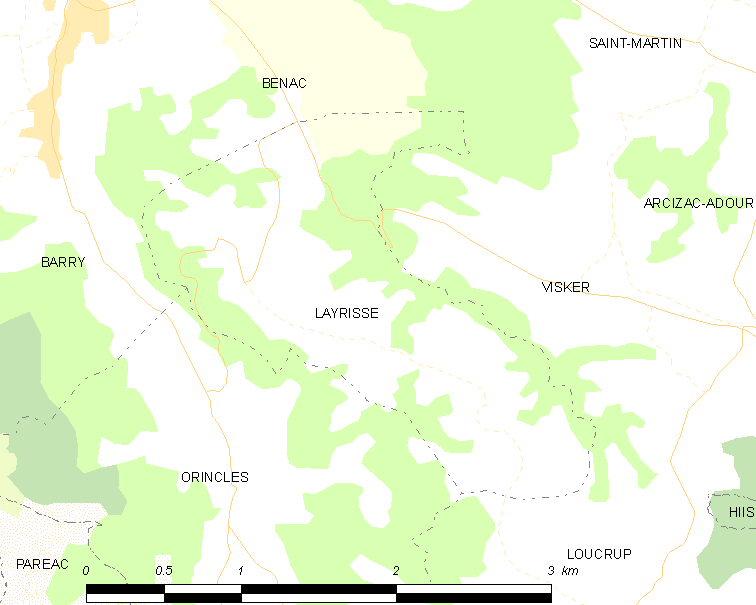
莱里斯的OSM定位图

莱里斯的时区为UTC+01:00、UTC+02:00（夏令时）。

## 行政
莱里斯的邮政编码为65380，INSEE市镇编码为65268。

## 政治
莱里斯所属的省级选区为奥桑县。

## 人口

1962-2008年间莱里斯人口变化图示

莱里斯于2022年1月1日时的人口数量为245人。